# Koleopter
Koleopter (francosko Coléoptère - hrošč) je tip VTOL zrakoplova, ki lahko vzleti in pristane vertikalno. Za glavno strukturo in pogon uporablja ventilator z okvirjem (ducted-fan). Na izgled so podobni sodčku z majhnim kokpitom na vrhu. Pri vzletanju in pristajanji je v t. i. tail-sitter konfiguraciji - rep zrakoplova ja na spodnjem delu. Ime koleopter je dobil po prvem tovrstnem zrakoplovu SNECMA Coléoptère v 1950ih.
Prvi načrtii segajo v čas 2. Svetovne vojne. Nemška letališča so bila skoraj konstantno bombardirana zato so hotel neke vrste prestreznika z VTOL sposobnostmi, ki ne bi potreboval vzletne steze. Heinkel je izvedel nekaj študij kot del programa Wespe in Lerche. Wespe naj bi uporabljal Benz 2000 konjski turboprop, Lerche pa dva batna Daimler-Benz DB 605
Po vojni se je večina VTOL raziskav fokusirala na helikopterje. Zaradi omejitev helikopterjev so začeli razmišljati o reaktivnih motorjih za vertikalni potisk. Snecma je izvedla v 1950ih raziskave kot del programa Atar Volant. Potem so s pomočjo Nord Aviation zgradili C.450 Coléoptère, ki je prvič poletel 6. maja 1959 in strmoglavil kmalu zatem. Novega zrakoplova niso zgradili. Tehnične težave so bil očitne, velik moment motorja je bil težaven za krmiljenje.
V ZDA je podjetje Hiller Helicopters, delalo na nekaj projektih na ventilatorju z obročem, ki jih je dizjaniral Charles Zimmerman. Hiller je ponudil Ameriški mornarici Hiller VXT-8, ki je bil zelo podoben francoskemu SNECMA dizajnu. Pojav turbinskega helikopterja Hiller VXT-8 je preusmeril zanimanje mornarice. Convair je tudi predstavil svoj koncept, vendar je Kopenska vojska ZDA izbrala konvencionalnejše AH-56 Cheyenne in Sikorsky S-66